# 跟腱滑囊炎
跟腱滑囊炎（英語：Achilles bursitis），又稱跟腱後滑囊炎、腳跟後滑囊炎、或阿基里斯滑囊炎，是指位於跟骨連接處上方的滑囊炎，該滑囊位於跟腱的後側（即表淺側），常導因於過度使用或鞋後緣壓迫，造成其疼痛、壓痛、局部發熱與腫脹。治療包含休息、挑選合適鞋型、非類固醇消炎止痛藥、物理治療、類固醇注射等方式。